# Salle de pan
En escalade, la salle de pan est une salle qui possède des prises et structures artificielles d'escalade sur les murs comme au plafond. Le sol y est recouvert de tapis ou matelas en cas de chute. De tels dispositifs permettent de s'échauffer et/ou de s'entraîner, et de perfectionner la grimpe sur bloc.

## Description
Généralement avec une superficie de plus de 100 m², le pan peut accueillir une vingtaine de grimpeurs simultanément. Grâce à leur cotation marquée, les blocs/voies indiquent leur niveau de difficulté par une couleur.